# モルタデロとフィレモン
モルタデロとフィレモン (スペイン語: Mortadelo y Filemón) は、十数か国語で出版されているスペインの漫画シリーズ。 

## 概要
1958年にフランシスコ・イバニェスが描いた児童漫画雑誌『プルガルシト』に初めて掲載されました。モルタデッラ・ソーセージにちなんで名付けられた、背が高くハゲた変装の達人モルト (スペイン語: モルタデロ) と、ヒレ肉にちなんで名付けられた、偉そうで背が低くずんぐりとしたフィル (スペイン語: ファイルモン) が登場する。当初、彼らは情報機関モルタデロ・イ・フィレモンとして活動する私立探偵だったが、現在は二人ともT.I.A.の秘密諜報員として働いている（CIAのパロディー）。
このシリーズではドタバタユーモアが頻繁に使われており、登場人物たちは高所からの落下、爆発、重い物体に押しつぶされるなどの災難に見舞われ続ける。

## キャラクター

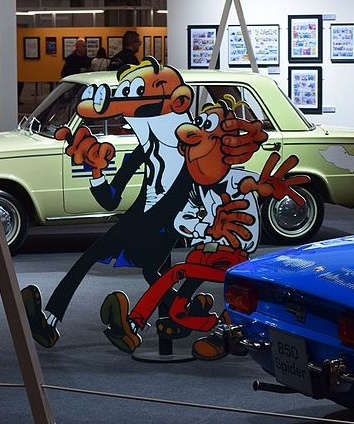
Mort & Phil at the 2016 Barcelona International Comic Fair

### モルタデロ (Mortadelo)
眼鏡と長い鼻を持ち、通常は黒いフロックコートを着ているハゲの刑事。通称は『モート』。彼はパートナーであるフィルといつも喧嘩をしている。
物事を台無しにする傾向があり、主な要因はフィルを不快にさせるためである。自身の変装を巧みなものと見られるようにする能力の向上と常識が著しく欠如しているため、彼はしばしば周囲の全員に危険をもたらす。
彼の一番の趣味は、あらゆる種類の（時にはとんでもない）変装をすることである。 
彼は主に特別な任務のときや通常の任務に就いている際に、プロの衣装や歴史的な衣装で容易く変装を成し遂げてしまう。さらには、動物、無生物、ミニチュア飛行船や原動機付自転車（スクーター）のような小型の乗り物にも化けられるほどの腕前を見せている。フィルや彼の上司から逃げ、そのすべてに口の一部を隠す彼の特徴的な首輪が含まれている。
彼はバクテリオに対して恨みを抱いている。理由としては、バクテリオが彼にハゲの治療薬と称した毒薬と思われる薬を提供したため。実際に薬を服用して髪の毛が抜け落ちてしまうまで、彼は豊かな髪を持っていた。彼の本名のモルタデロは、ソーセージの一種である「モルタデラ」に由来する。

### フィレモン (Filemón Pi)
モルタデロの上司。『フィル』の通称で呼ばれている。頭には髪の毛が2本しかなく、白いシャツに黒い蝶ネクタイ、赤いズボンを穿いている。
モートは非常に不器用であるため、彼は普段はモートを侮辱しているが、主に激怒した状態で、彼らに起こるあらゆる事故の受け手となることが多々ある。
モルタデロは習慣的に彼を「ジェフェ」（スペイン語で「長官」または「上司」の意味）と呼んでいる。

### ヴィセンテ / 「警視」(Vicente/"Señor Súper")
略してスーペル、または単にエル・スーペルと呼ばれるビセンテは、モルトとフィルの上司です。彼は組織のトップとして、高価な飲み物やキューバ産葉巻に耽溺して贅沢な暮らしをしている一方で、T.I.A.の工作員の予算は極めて厳しい。ビセンテはハゲで濃い口ひげを生やしているため、部下たちから人間のセイウチとして嘲笑される虐待の対象となっている。彼は非常に短気で、モートとフィルが任務に失敗し、すべてを台無しにして、時には自分の所有物を犠牲にするため、通常は彼らに腹を立てています。しかし、同じくらい頻繁に、彼は部下たちに追われる身になってしまいます。彼のしばしば先見の明のない任務と、それを適切に紹介しない常習的な失敗により、彼らは終わりのない悲しみを引き起こします。

### バクテリア教授 (Profesor Bacterio)
T.I.A.の黒ひげの科学者であり主任発明者。モルトは自分のハゲのせいで彼を責めている（彼は当時モートの豊かなたてがみに毛を強くする新しい調合物を試したところ、逆に髪の毛が抜け落ちてしまった）、したがって医者はモルトの悪ふざけや復讐行為の嫌がる主な受け手となる。モートとフィルの任務を支援することを目的とした彼の発明品は、多くの場合、見事に失敗します。その主な理由は、彼らが本来やるべきことの反対の結果を達成するか、完璧に機能しても最も都合の悪い瞬間に失敗するかのどちらかです。彼の名前は細菌に由来しています。

### オフェリア (Ofelia)
太っていてうぬぼれているビセンテ警視の秘書。彼女はまだ独身で、誰か（通常はモート）と関わりたいと思っていますが、これまでのところ彼女の試みは無駄です。彼女は、自分が恋愛運に恵まれていないことや、太っていると言われることについて非常に敏感です。どちらかの話題が持ち上がると、彼女は相応の暴力で反応します。彼女のかなりの体重を考えると、これは無視できるものではありません。彼女はシリーズのために作成された最初の女性キャラクターでした。

## 漫画一覧

### 1969 年から 1971 年の間
- El sulfato atómico
- Contra el "gang" del Chicharrón
- Safari callejero
- Valor y... ¡al toro!
- El caso del bacalao
- Chapeau el "Esmirriau"
- La máquina del cambiazo
- La caja de los diez cerrojos
- Magín el Mago
- ¡A la caza del cuadro!

### 1972 年から 1974 年の間
- Los inventos del profesor Bacterio
- Gatolandia 76
- Operación: ¡Bomba!
- Los diamantes de la gran duquesa
- El otro "yo" del profesor Bacterio
- Los monstruos
- El elixir de la vida
- El circo
- El antídoto
- Los invasores
- Los cacharros majaretas
- ¡A las armas!
- El plano de Alí-Gusa-No

### 1975 年から 1976 年の間
- ¡Pánico en el zoo!
- Concurso-oposición
- Los mercenarios
- Objetivo: eliminar al Rana
- Misión de perros
- Los secuestradores
- La gallina de los huevos de oro
- El caso del calcetín

### 1977 年から 1979 年の間
- El brujo
- ¡Soborno!
- Los guardaespaldas
- Mundial 78
- Los gamberros
- Contrabando
- La máquina de copiar gente
- Los "bomberos"
- El transformador metabólico
- ¡A por el niño!
- La gente de Vicente
- Secuestro aéreo

## メディアミックス

### アニメ
1995年にスペインとドイツでテレビアニメが放送された。日本では1998年頃にキッズステーションで『モーレツ探偵』というタイトルで放送された。

### 映画
ー監督による2003年の映画化作品が吹き替え付きで2006年に公開された。